# الاکامیسی امبوهیجاتو
الاکامیسی امبوهیجاتو (به لاتین: Alakamisy Ambohijato) یک سکونتگاه مسکونی در ماداگاسکار است که در آمورونئی مانیا واقع شده‌است.

## خصوصیات
الاکامیسی امبوهیجاتو ۸٬۰۰۰ نفر جمعیت دارد.